# Fight as One
〈Fight as One〉（中文：共同體的戰鬥）是香港歌手陳奕迅和臺灣歌手蔡依林的歌曲。該歌曲由Andrew Chu、Eric Kwok、Jerald Chan作詞、宋秉洋作曲、Jerald Chan製作。該歌曲為抗擊嚴重特殊傳染性肺炎公益單曲，於2020年4月3日由雲南廣播電視台以單曲形式發行。

## 背景和發行
2019年年末，嚴重特殊傳染性肺炎（COVID-19）自中國湖北省武漢市爆發，隨後迅速蔓延至全球。2020年4月3日，陳奕迅和蔡依林應雲南廣播電視台邀請，合唱英文公益歌曲〈Fight as One〉正式發行。該曲為公益歌曲〈山河無恙在我胸〉的英文版本，由蔡徐坤和佟麗婭演唱。陳奕迅和蔡依林表示，英文版歌詞富有意義，充滿正能量。
歌曲以「世界一體、抗疫無國界」為核心理念，藉此向全球前線醫護人員表達敬意和感謝。陳奕迅表示：「沒有什麼事情可以阻擋我們的愛，以及我們對彼此的仁慈和友好。」蔡依林則說：「謝謝仍在各個角落，堅守崗位，守護著你我的前線醫護人員，謝謝你們，fight as one！」

## 音樂影片
2020年4月3日，該歌曲的MV發布。媒體報導指出，陳奕迅和蔡依林分別在不同地點錄製歌曲及拍攝MV，並通過後期剪輯完成製作。MV中除了展示全球抗疫前線工作者的照片外，也呈現各國民眾在抗疫期間的日常生活畫面。

### 爭議
該MV因出現中南美洲孩童親手繪製的「中國妳可以」及「五星紅旗」等圖畫畫面，且缺少臺灣醫護人員的照片，引發部分臺灣民眾強烈不滿，認為MV成為中國的「大外宣」工具。在臺灣和香港的環球音樂YouTube官方頻道上，MV的「不喜歡」點擊數遠高於「喜歡」，同時部分網友在YouTube和蔡依林Facebook專頁留言謾罵，批評蔡依林是為了中國大陸市場而協助洗白形象，甚至稱其為「舔共藝人」。但也有網友認為蔡依林和MV製作無直接關聯，強調疫情當前全球應團結一致。
蔡依林於同年4月6日在Facebook發文疑似回應此事，她表示：「此刻的我感到渺小。無論未來的蔡依林，將會如何地被敘述和被形塑著。我都要深深地謝謝你，謝謝你在我有限的表演生命裡， 曾用力地拉過我一把 ，曾親臨現場地救贖過我，更曾不離不棄地陪伴過我的你。也許，在某個時間，你忽然間，不再需要我了，也不再記起我了，我都相信，那也本是我該收下的生命之禮。在此之前，我一定會為蔡依林，全力以赴的活著，笑著，哭著，唱著⋯⋯謝謝所有出現在我生命片段裡的你。願今天的你，仍記得為自己的生命歡唱。」
《中國時報》評論指出，大陸向多國捐贈醫療物資是事實，MV中外國小孩畫五星旗表達感謝，傳遞各國攜手團結的訊息，並非涉及「一中原則」。該報批評部分媒體和網民以受害者悲情對蔡依林進行道德綁架，強調蔡依林並未揮舞五星旗，歌詞也未讚揚大陸，且MV畫面主要由雲南廣播電視台決定，質疑臺灣民眾為何要自我內耗。

## 排行榜
| 排行榜（2020年） | 最高排名 |
| ---------------- | -------- |
| 中國大陸（騰訊） | 15       |

## 幕後人員
- Eric Kwok—陳奕迅配唱製作人、陳奕迅錄音師
- Andrew Chu—蔡依林配唱製作人、蔡依林錄音師、和聲
- 烏鴉—蔡依林錄音師
- 陳震豪—蔡依林錄音師
- Snowman—人聲錄音棚
- 新歌錄音室—人聲錄音棚
- Ted Lo—弦樂編寫
- Wilson Lam—吉他
- Jerald Chan—和聲編寫、和聲
- 蔡依林—和聲
- 謝國維—混音[13]

## 發行歷史
| 地區     | 日期         | 格式     | 發行商         |
| -------- | ------------ | -------- | -------------- |
| 中國大陸 | 2020年4月3日 | 串流媒體 | 雲南廣播電視台 |